# Tilimszán tartomány
Tilimszán tartomány (francia átírással Tlemcen tartomány, arabul ولاية تلمسان) Algéria 48 tartományának (vilája) egyike. Székhelye Tilimszán (Tlemcen). Területe 9061 km², 2008-ban 949 135 lakosa volt, népsűrűsége 104 fő/km². Rendszámtábla-kódja 13.

## Fekvése
Az ország északnyugati sarkában, a marokkói határnál található, nyugatról Marokkó, északról a Földközi-tenger, északkeletről Ajn Temusent, keletről Szídi Bel Abbesz, délről pedig Naáma tartomány határolja.

## Története
A francia közigazgatásban területe 1848-tól 1957-ig Orán megyéhez (departement) tartozott, Tlemcen kerületi (arrondissement) székhely volt. 1957. május 20-án alakult meg Tlemcen megye (a függetlenség kivívása, 1962 után vilája - tartomány) 8100 km²-es területtel. Az 1974-es közigazgatási reformmal területe 9284 km²-re nőtt.

## Népesség[4]
- 1960: 382 622[3]
- 1966: 413 947
- 1977: 535 807
- 1987: 707 453
- 1998: 846 942
- 2008: 949 135

## Közigazgatás
A tartomány 53 községre (baladíja) és 20 járásra (daira) oszlik.
| Község             | Járás              | Terület (km²) | Népesség (2008) | Népsűrűség (2008, fő/km²) |
| ------------------ | ------------------ | ------------- | --------------- | ------------------------- |
| Ajn Fattah         | Fallauszan         | 78            | 7352            | 94                        |
| Ajn Fazza          | Satván             | 128           | 11053           | 86                        |
| Ajn al-Ghorába     | Al-Manszúra        | 96            | 5068            | 53                        |
| Ajn al-Kabíra      | Fallauszan         | 68            | 3665            | 54                        |
| Ajn al-Nahála      | Ajn Tallút         | 126           | 6704            | 53                        |
| Ajn Tallút         | Ajn Tallút         | 500           | 10286           | 21                        |
| Ajn Juszuf         | Ar-Ramsi           | 63            | 13234           | 210                       |
| Amír               | Satván             | 202           | 13150           | 65                        |
| Al-Azájil          | Bani Szanúsz       | 134           | 7527            | 56                        |
| Báb al-Ásza        | Báb al-Ásza        | 78            | 10147           | 130                       |
| Bani Bahdal        | Bani Szanúsz       | 43            | 2801            | 65                        |
| Bani Bu Szaid      | Bani Bu Szaid      | 343           | 13182           | 38                        |
| Bani Musztár       | Al-Manszúra        | 87            | 18651           | 214                       |
| Bani Varszusz      | Ar-Ramsi           | 169           | 12110           | 72                        |
| Bani Khallad       | Hunájn             | 74            | 6933            | 94                        |
| Bani Szamíl        | Aulád Majmún       | 226           | 4704            | 21                        |
| Bani Szanúsz       | Bani Szanúsz       | 308           | 11318           | 37                        |
| Ibn Szakrán        | Ibn Szakrán        | 87            | 13845           | 159                       |
| Bu Halu            | Szabra             | 128           | 6347            | 50                        |
| Satván             | Satván             | 49            | 47600           | 971                       |
| Dar Jagmuraszan    | Al-Ghazavát        | 59            | 6331            | 107                       |
| Dzsabala           | Nadrúma            | 112           | 8369            | 75                        |
| Al-Arísa           | Szabdú             | 747           | 6673            | 9                         |
| Al-Buvajhi         | Szidi Dzsillali    | 734           | 8705            | 12                        |
| Al-Fahúl           | Ar-Ramsi           | 111           | 7045            | 64                        |
| Al-Kúr             | Szabdú             | 804           | 8539            | 11                        |
| Fallauszan         | Fallauszan         | 74            | 8781            | 119                       |
| Al-Ghazavát        | Al-Ghazavát        | 28            | 33774           | 1206                      |
| Hammám Bu Gharára  | Maghnija           | 160           | 11444           | 72                        |
| Al-Hannája         | Al-Hannája         | 99            | 33356           | 337                       |
| Hunájn             | Hunájn             | 64            | 5408            | 85                        |
| Maghnija           | Maghnija           | 242           | 114634          | 474                       |
| Al-Manszúra        | Al-Manszúra        | 25            | 49150           | 1966                      |
| Marsza Bin Muhajdi | Marsza Bin Muhajdi | 68            | 6212            | 92                        |
| Maszirda al-Fuváka | Marsza Bin Muhajdi | 91            | 5693            | 63                        |
| Nadrúma            | Nadrúma            | 86            | 32498           | 378                       |
| Vádi al-Akhdár     | Aulád Majmún       | 135           | 5262            | 39                        |
| Aulád Majmún       | Aulád Majmún       | 90            | 26389           | 294                       |
| Aulád Rijah        | Al-Hannája         | 91            | 4329            | 48                        |
| Ar-Ramsi           | Ar-Ramsi           | 134           | 46999           | 351                       |
| Szabra             | Szabra             | 169           | 28555           | 169                       |
| Asz-Szabá Sijúkh   | Ar-Ramsi           | 80            | 4634            | 58                        |
| Szabdú             | Szabdú             | 250           | 39800           | 159                       |
| Szidi Abd Alli     | Ibn Szakrán        | 231           | 18222           | 79                        |
| Szidi Dzsillali    | Szidi Dzsillali    | 733           | 6697            | 9                         |
| Szidi Mudzsáhed    | Bani Bu Szaid      | 113           | 7164            | 63                        |
| Asz-Szuvahlíja     | Al-Ghazavát        | 88            | 22245           | 253                       |
| Asz-Szaváni        | Báb al-Ásza        | 59            | 9513            | 161                       |
| Szúk asz-Szalata   | Báb al-Ásza        | 82            | 2756            | 34                        |
| Tirni Bani Hadíl   | Al-Manszúra        | 196           | 5737            | 29                        |
| Tijanat            | Al-Ghazavát        | 26            | 4493            | 173                       |
| Tilimszán          | Tilimszán          | 42            | 140158          | 3337                      |
| Zanáta             | Al-Hannája         | 54            | 3890            | 72                        |